# Dick Russell
Richard R. „Dick“ Russell (* um 1928) ist ein australischer Badmintonspieler. Stan Russell ist sein jüngerer Bruder.

## Karriere
Dick Russell wurde 1947 erstmals nationaler Meister in Australien, wobei er sowohl im Doppel als auch im Mixed erfolgreich war. Ein weiterer Titelgewinn folgte 1949 im Mixed. 1949 und 1950 stand er im australischen Nationalteam für die Whyte Trophy.

## Sportliche Erfolge
| Saison | Veranstaltung              | Disziplin    | Platz | Name                         |
| ------ | -------------------------- | ------------ | ----- | ---------------------------- |
| 1947   | Australische Meisterschaft | Mixed        | 1     | Dick Russell / Ethel Peacock |
| 1947   | Australische Meisterschaft | Herrendoppel | 1     | Dick Russell / C. Fildes     |
| 1949   | Australische Meisterschaft | Mixed        | 1     | Dick Russell / Ethel Peacock |